# Kari Makkonen
Kari Makkonen (* 20. Januar 1955 in Harjavalta) ist ein ehemaliger finnischer Eishockeyspieler und jetziger -trainer, der in seiner aktiven Zeit von 1974 bis 1991 unter anderem für die Edmonton Oilers in der National Hockey League gespielt hat. Seit 2010 ist er Cheftrainer bei JHT Kalajoki in der dritten finnischen Spielklasse, der Suomi-sarja.

## Karriere
Kari Makkonen begann seine Karriere als Eishockeyspieler in der Nachwuchsabteilung des unterklassigen finnischen Vereins KuKi, für dessen Seniorenmannschaft er in der Saison 1973/74 erstmals in der dritten finnischen Spielklasse aktiv war. Anschließend wechselte der Angreifer zu Ässät Pori, für das er in den folgenden fünf Jahren in der höchsten finnischen Spielklasse spielte – zunächst in der SM-sarja und ab der Saison 1975/76 in deren Nachfolgewettbewerb SM-liiga. Mit seinem neuen Team wurde er 1978 Finnischer Meister und ein Jahr später Vizemeister. Auf europäischer Ebene erreichte er mit Ässät in der Saison 1978/79 den dritten Platz im Eishockey-Europapokal. Auch für ihn persönlich war die Anfangszeit bei Ässät Pori sehr erfolgreich. In seiner Premierenspielzeit in der SM-liiga erhielt er die Auszeichnung Jarmo Wasaman muistopalkinto als ligaweit bester Rookie, 1979 war er mit 36 Toren in 36 Spielen bester Torjäger der Hauptrunde, wofür er die Aarne-Honkavaara-Trophäe erhielt.
Nach Makkonens guten Leistungen wurden Mitte der 1970er Jahre gleich mehrere Franchises aus Nordamerika auf ihn aufmerksam. In den Jahren 1975 und 1976 wurde er nacheinander im NHL Amateur Draft von den New York Islanders und im WHA Amateur Draft von den Indianapolis Racers und Phoenix Roadrunners ausgewählt. Der finnische Nationalspieler lief jedoch nie für eines dieser Teams auf, sondern unterschrieb am 22. Juli 1979 einen Vertrag als Free Agent bei den Edmonton Oilers aus der National Hockey League. In seiner einzigen NHL-Spielzeit, der Saison 1979/80 kam er jedoch nicht über zwei Tore und zwei Vorlagen in neun Einsätzen für die Kanadier hinaus und verbrachte die restliche Saison bei deren Farmteam, den Houston Apollos, in der Central Hockey League. Auch dort kam er nicht über 16 Einsätze hinaus, bei denen er fünf Tore und ebenso viele Vorlagen erzielte.
Im Sommer 1980 kehrte Makkonen nach einem für ihn enttäuschenden Jahr zu Ässät Pori zurück, für das er in den folgenden elf Jahren auf dem Eis stand. In jedem der Jahre gehörte er zu den Topscorern des Vereins. Nach dem Abstieg in der Saison 1988/89 in die zweitklassige I divisioona, gelang ihm mit seiner Mannschaft der sofortige Wiederaufstieg. Im Anschluss an die Saison 1990/91 beendete der Linksschütze schließlich im Alter von 36 Jahren seine aktive Karriere. Im Jahr 1995 wurde er für seine Leistungen als Spieler ausgezeichnet und als insgesamt 99. Spieler in die finnische Hockey Hall of Fame aufgenommen.
Im Anschluss an seine aktive Laufbahn schlug Makkonen eine Karriere als Trainer ein. Während der Saison 1996/97 arbeitete er als Assistenztrainer für seinen Stammverein Ässät Pori und war vom 28. September 1996 bis zum 3. Oktober 1996 kurzfristig Interimscheftrainer. Von 1999 bis 2003 war er vier Jahre lang als Assistenztrainer für Ässäts Ligarivalen Tappara Tampere tätig. Nach einer Spielzeit als Cheftrainer beim Drittligisten S-Kiekko, kehrte er zur Saison 2004/05 als Assistenztrainer in die SM-liiga zurück und schloss sich dort Lukko Rauma an. Von 2006 bis 2008 betreute er als Cheftrainer Mikkelin Jukurit aus der neuen zweiten Liga, der Mestis. Mit der Mannschaft belegte er in der Saison 2006/07 den zweiten Platz. Nachdem er die Saison 2009/10 beim unterklassigen Verein Karhu HT verbracht hatte, unterschrieb der ehemalige NHL-Spieler für die Saison 2010/11 einen Vertrag bei JHT Kalajoki aus der drittklassigen Suomi-sarja.

### International
Für Finnland nahm Makkonen an den Weltmeisterschaften 1976, 1977, 1978, 1982, 1983, 1985 und 1986 teil. Zudem stand er 1976 und 1981 jeweils im Aufgebot seines Landes beim Canada Cup.

## Erfolge und Auszeichnungen
| - 1976 Jarmo Wasaman muistopalkinto - 1978 Finnischer Meister mit Ässät Pori - 1978 SM-liiga All-Star Team - 1979 3. Platz im Europapokal mit Ässät Pori - 1979 Finnischer Vizemeister mit Ässät Pori | - 1979 SM-liiga All-Star Team - 1979 Aarne-Honkavaara-Trophäe - 1984 Finnischer Vizemeister mit Ässät Pori - 1990 Aufstieg in die SM-liiga mit Ässät Pori - 1995 Aufnahme in die Finnische Hockey Hall of Fame |